# Koszmosz–226
A Koszmosz–226 (oroszul: Космос 226) a szovjet Koszmosz műhold-sorozat tagja. Meteorológiai műhold.

## Küldetés
A Föld mágneses erőterét kutató és meteorológiai méréseket végző űreszköz. Feladata a felhőzet, a hóréteg és a jégmezők eloszlásának vizsgálata, a földfelület és a felső felhőrétegek hőmérsékletének, a Föld és az atmoszféra hőegyensúlyára jellemző adatok mérése. Modernizált felderítő/mérő eszközök kísérleti programjával további adatokat szolgáltatott a katonai (polgári) Metyeor-rendszer kiépítéséhez.

## Jellemzői
A  VNIIEM (oroszul: Всесоюзный научно-исследовательский институт электромеханики (ВНИИ ЭМ) филиал) tervezte, építette. Üzemeltetője a moszkvai (Госкомитет СССР по гидрометеорологии) intézet.
1968. június 12-én a Pleszeck űrrepülőtérről indítóállomásról Vosztok–2M (8А92M) típusú hordozórakétával juttatták Föld körüli pályára. Az orbitális egység pályája 97 perces, 81,2 fokos hajlásszögű, elliptikus pálya-perigeuma 579 kilométer, apogeuma 639 kilométer volt. Az űreszköz napszinkron poláris pályán mozgott. Hasznos tömege 4730 kilogramm. Áramforrása kémiai, illetve a felületét burkoló napelemek energiahasznosításának kombinációja (földárnyékban puffer-akkumulátorokkal). Földre orientált stabilitását giroszkóp biztosította. Felépítése hengeres, átmérője 1,4 méter, magassága 5 méter, két napelemtáblája 10 méterre kinyúló.
A Koszmosz–206 programját folytatta. Televíziós képek készültek a Föld nappali, és infravörös felvételeket az éjszakai oldaláról. Mérte a Föld különböző részein eltérő hőfelvételt és hőveszteséget, elősegítette a viharok kialakulási helyének, erejének és vonulásának adatszolgáltatását. Rádiómódszerekkel mérte a légkör elektromos kisüléseit, a villámlások színhelyeit, erősségét.  
A mérési adatokat kiterjedt földi vevőállomás-hálózat rendszeresen vette, azokat mágnesszalagon és filmen rögzítették, számítógéppel értékelték ki. A térkép jellegű végeredményt távírógépen továbbították a nemzeti és nemzetközi meteorológiai hálózat számára.
1969 februárjában befejezte működését. 1983. október 18-án belépett a légkörbe és megsemmisült.